# Peder Riis
Jan Peder Sahlholdt Riis, född 17 mars 1952 i Täby, död 25 januari 2016 i Örebro Nikolai församling, var en svensk gitarrist och gitarrpedagog, som blivit erkänd för sitt mångåriga arbete med Stockholm Guitar Quartet.
Riis spelade även in en kritikerhyllad soloskiva med musik av bland andra Johann Sebastian Bach, Heitor Villa-Lobos och Sylvius Leopold Weiss. Särskilt hans inspelning av lutsvit nr.2 av Bach, spelad på 11-strängad altgitarr, blev känd som en måttstock för hur Bach kan spelas på altgitarr.
Riis undervisade i klassisk gitarr på Musikhögskolan och datorkunskap vid Örebro universitet.